# Friedrich Uhlhorn (Historiker)

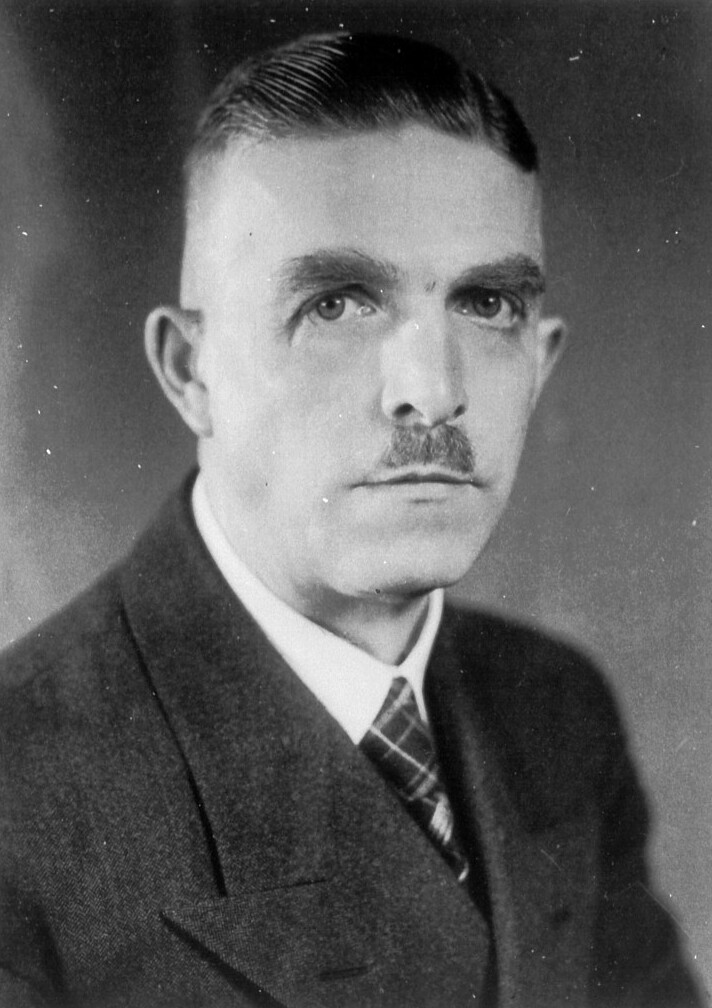
Friedrich Uhlhorn

Friedrich Uhlhorn (* 17. Juni 1894 in Lauenförde; † 24. Juli 1978 in Marburg) war Honorarprofessor an der Philipps-Universität Marburg, der seinen wissenschaftlichen Schwerpunkt in der hessischen Landesgeschichte hatte und dafür auch außerhalb Hessens bekannt war. Sein besonderes wissenschaftliches Interesse galt vor allem den Problemen der historischen Kartographie. In Zusammenarbeit mit Edmund E. Stengel veröffentlichte er den Geschichtlichen Atlas von Hessen, der als sein Hauptwerk gilt. Außerdem verfasste er in Gebhardts Handbuch der deutschen Geschichte den Beitrag Die deutschen Territorien. A: Der Westen, der sich mit der westdeutschen Landesgeschichte auseinandersetzt. Gleichermaßen war er als Schriftleiter für das Hessische Jahrbuch für Landesgeschichte verantwortlich.

## Leben

### Kindheit und Jugend
Friedrich Uhlhorn entstammte einer südniedersächsischen Theologenfamilie. Er wurde als Sohn des Pastors Friedrich Uhlhorn und dessen Frau Elisabeth geb. Müller geboren. Die Schulbildung Friedrich Uhlhorns begann 1901, sein Abitur erwarb er am 24. Februar 1914 am humanistischen Gymnasium in Hameln.

### Akademischer Werdegang
Von August 1914 bis 1918 absolvierte er seinen Kriegsdienst im Ersten Weltkrieg. Sein Studium begann offiziell 1914, nach dem Ersten Weltkrieg setzte er es von 1919 bis 1923 fort. Er studierte in Marburg und Göttingen Geschichte, Germanistik und Latein und beendete sein Studium mit dem Staatsexamen 1923. Während seines Studiums wurde er Mitglied der AMV Fridericiana Marburg. Außerdem begann er eine Ausbildung zum Archivar in Berlin-Dahlem. Er kehrte bald jedoch wieder endgültig nach Marburg zurück, um bei Edmund E. Stengel zu promovieren. Der Titel dieser hilfswissenschaftlichen und 1924 erschienenen Arbeit lautet Die Großbuchstaben der sogenannten gotischen Schrift mit besonderer Berücksichtigung der Hildesheimer Stadtschreiber. 1923 bis 1946 arbeitete Friedrich Uhlhorn als Archivar des Gesamthauses der Fürsten und Grafen zu Solms, mit dem Auftrag, eine Hausgeschichte zu schreiben.
In diesem Zeitraum war er ab 1936 zunächst Lehrbeauftragter, ab 1940 Honorarprofessor an der Philipps-Universität Marburg für Hessische Heimatgeschichte.

### Hessische Landeskunde
Seine Verbindung zu seinem Doktorvater Edmund E. Stengel und der „Atlaswerkstatt“, dem späteren Hessischen Landesamt für geschichtliche Landeskunde mit Sitz im Kugelhaus in Marburg, blieb auch während seiner Arbeit als Archivar bestehen. So war Uhlhorn ab 1935 für das neue Projekt Edmund Stengels verantwortlich, der Geschichtliche Hand- und Volksatlas von Hessen wurde durch ihn federführend vorbereitet. Dieser Atlas wurde mit Mitteln der Bezirksregierung Kassel finanziert und sollte neben dem wissenschaftlichen Primäratlas Geschichtlicher Atlas für Hessen und Nassau entstehen. Als Zielgruppe nannte Stengel das hessische Volk und die hessische Jugend, um ihnen die hessische Landschaft wieder näher zu bringen. Bis zum Beginn des Zweiten Weltkriegs entstand jedoch nicht mehr als ein Entwurf.
Nach dem Zweiten Weltkrieg, an dem er genauso wie am Ersten Weltkrieg teilnahm, wurde er 1947 Kustos am Hessischen Landesamt für geschichtliche Landeskunde. Uhlhorn verfolgte nach Kriegsende das Ziel, für den Gesamtraum eine erste Lieferung von Atlaskarten bereitzustellen. So bereitete er politische Karten für die Jahre 1550, 1648 und 1789 vor, die jedoch nie veröffentlicht wurden. Das Vorhaben wurde später trotz des intensiven Bemühens Uhlhorns eingestellt. Außerdem nahm Uhlhorn in dieser Zeit die Arbeit am „Geschichtlichen Handatlas“ auf. Anknüpfend an die Arbeiten vor Kriegsausbruch, sollte dieser Atlas Schulen, Universitäten und allen geschichtliche Interessierten als Nachschlage- und Anschauungswerk dienen. Uhlhorn arbeitete intensiv an diesem Projekt, verschiedene staatliche Stellen waren an der Entstehung dieses Kartenwerks interessiert, was letztendlich Stengel überzeugte, der von der Notwendigkeit dieses Projekts nicht allzu überzeugt war und die Fertigstellung des „großen Atlas“ an erste Stelle setzte.
Dieses Projekt wurde neben den vielen anderen Projekten nicht abgeschlossen. Doch eine Reihe kleinerer wissenschaftlicher Atlanten wurde veröffentlicht, so als einer der ersten in Deutschland der unter Friedrich Uhlhorns Federführung entstandene Geschichtliche Atlas von Hessen.
Ab dem Wintersemester 1964 wurde er aus Gesundheitsgründen beurlaubt. Auch über seine Pensionierung hinaus arbeitete Uhlhorn an diesem Atlas und an dessen Ausführung und Gestaltung, 1960 bis 1978 erschienen zwölf Bände, die insgesamt 79 Karten und 53 Blätter umfassen. Der 1984 von Fred Schwind veröffentlichte Band mit Text und Erläuterungen schloss den Atlas ab.
Uhlhorn starb am 24. Juli 1978 in Marburg und wurde auf dem Friedhof am Rotenberg in Marburg beigesetzt. Die Stadt Marburg erklärte sein Grab zu einem städtischen Ehrengrab.

## Leistungen
Besonders hervorzuheben sind die Leistungen Friedrich Uhlhorns im wissenschaftlichen Bereich der hessischen Landesgeschichte. So war er über die hessischen Grenzen bekannt, da er sich schon frühzeitig mit den historischen Grundlagen des heutigen Bundeslandes Hessen auseinandersetzte. Seine Mitarbeit am Geschichtlichen Atlas von Hessen, der sein Hauptwerk darstellt, seine Funktion als Vorsitzender des Marburger Geschichtsvereins, aber nicht zuletzt seine zahlreichen Veröffentlichungen zu hessisch-landesgeschichtlichen Themen machen seine tiefe Verbindung zur hessischen Geschichte und sein Forschungsinteresse bis zu seinem Tod 1978 deutlich. In seinem Nachruf auf ihn hebt Fred Schwind hervor, dass er die während seiner Zeit als Archivar des Fürstenhauses Solms gewonnene „Einsicht in das innige Verhältnis zwischen Landschaft und dem geschichtlich handelnden Menschen […] in seinen Lehrveranstaltungen und vor allem auf Exkursionen seinen Studenten zu vermitteln suchte.“ Ab 1951 war er als Schriftleiter für die ersten 14 Bände des Hessischen Jahrbuchs für Landesgeschichte verantwortlich und ist somit auch maßgeblich an dessen Aufmachung und dem hohen Rang beteiligt, den es unter den landesgeschichtlichen Zeitschriften einnimmt.

## Schriften (Auswahl)
- Die Großbuchstaben der sogenannten gotischen Schrift mit besonderer Berücksichtigung der Hildesheimer Stadtschreiber. Tondeur & Säuberlich, Leipzig 1924.
- Grundzüge der Wetterauer Territorialgeschichte. In: Friedberger Geschichtsblätter, Band 8, Heft 10 und 11, 1927, S. 143–166.
- Die mittelalterlichen Befestigungen der Stadt Lich. In: Volk und Scholle. Heimatblätter für beide Hessen, Nassau und Frankfurt a. M., Band 7, Heft 10, 1929, S. 318–321.
- Die Solmser Archive in der Wetterau. Vortrag gehalten am 8. September 1929 auf dem XXI. Archivtag zu Marburg. In: Archivalische Zeitschrift, Band 6, 1930, S. 69–80.
- Geschichte der Grafen von Solms im Mittelalter. Kerte, Marburg 1931.
- Zur Geschichte der Breidenbachschen Pilgerfahrt. In: Gutenberg-Jahrbuch 1934, S. 107–111.
- Das Institut für geschichtliche Landeskunde von Hessen und Nassau in Marburg. In: Hessenland, Band 45, 1934.
- Die Erfindung des Walzwerkes und seine Förderung durch Graf Reinhard zu Solms-Lich. In: Deutsche Münzblätter, Jahrgang 55, Nr. 388, 1935.
- mit Paul Bamberg: Das Münz-Walzwerk des Grafen Reinhard zu Solms. In: Deutsche Münzblätter, Jahrgang 55, Nr. 389, 1935.
- Hessen und das Reich. Vortrag gehalten in der 42. Jahresversammlung der Historischen Kommission für Hessen und Waldeck am 10. Juni 1939 (= Jahresbericht der Historischen Kommission für Hessen und Waldeck, Beilage 42), Marburg 1939.
- Aus alten Bellersheimer Markrechnungen. In: Mitteilungen des Oberhessischen Geschichtsvereins Gießen, Band 36, 1939, S. 1–10.
- Ein Beitrag zur Erbacher Genealogie. In: Archiv für hessische Geschichte und Altertumskunde, Band 21, 1940, S. 128–135.
- Regesten der Urkunden des Graf zu Solms-Rödelheimschen Archivs zu Assenheim. 1. und 2. Band (Maschinenschriftlich).
- Johann Albrecht Graf zu Solms-Braunfels 1563 bis 1623. In: Nassauische Lebensbilder, herausgegeben von Rudolf Vaupel, Fritz Adolf Schmidt, Karl Wolf, Band 3, Wiesbaden 1948, S. 127–145.
- Geschichte der Stadt Lich. In: Licher Heimatbuch, herausgegeben von Kurt Zeiger, Selbstverlag der Stadt Lich, Lich 1950, S. 9–24.
- Geschichte der Fürsten zu Solms-Hohensolms-Lich. In: Licher Heimatbuch, herausgegeben von Kurt Zeiger, Selbstverlag der Stadt Lich, Lich 1950, S. 172–181.
- Zur Geschichte der Modellierbogen. In: Hessische Blätter für Volkskunde, Band 42, Schmitz, Gießen 1951, S. 16–25.
- Struktur und geschichtliche Entwicklung des Landes Hessen. In: Festschrift für Edmund E. Stengel zum 70. Geburtstag am 24. Dezember 1949, dargebracht von Freunden, Fachgenossen und Schülern, Böhlau, Münster 1952, S. 576–589.
- Die Flurnamensammlung des Hessischen Landesamtes für geschichtliche Landeskunde in Marburg/Lahn. In: International centre of onomastics, Onoma, Band 3, Louvain 1952, S. 47–50.
- Reinhard Graf zu Solms, Herr zu Münzenberg 1491–1562. Elwert, Marburg 1952.
- Wetzlar und Limburg. Untersuchungen zur territorialgeschichtlichen Dynamik der Landschaft an der unteren Lahn. In: Aus Verfassungs- und Landesgeschichte. Festschrift zum 70. Geburtstag von Theodor Mayer, dargebracht von seinen Freunden und Schülern, Thorbecke, Lindau 1955, S. 259–279.
- Zur Problematik der Stadtrechtsforschung. In: Hessisches Jahrbuch für Landesgeschichte, Band 5, 1955, S. 124–134.
- Geschichtswissenschaft und Heimatforschung. In: Der Odenwald. Zeitschrift des Breuberg-Bundes, Band 4, Heft 2 und 3, 1957, S. 62–63.
- Zwei Untersuchungen über das Wesen der Geschichtskarte. 1. Probleme der kartographischen Darstellung geschichtlicher Vorgänge. 2. Karte und Verfassungsgeschichte. Studien zur „Vielschichtigkeit“ der Landesherrschaft. In: Hessisches Jahrbuch für Landesgeschichte, Band 8, 1958, S. 106–149.
- Die böhmische Linie des Hauses Solms-Lich. In: Hessisches Jahrbuch für Landesgeschichte, Band 9, 1959, S. 86–119.
- Zur Karte „Stadtrechtsfamilien“ im hessischen Atlas. In: Hessisches Jahrbuch für Landesgeschichte, Band 10, 1960, S. 97–131.
- Geschichtlicher Atlas von Hessen. Begründet und vorbereitet von Edmund E. Stengel, bearbeitet von Friedrich Uhlhorn, Hessisches Landesamt für Landeskunde, Marburg 1961–1978.
- Süd- und Norddeutschland in landesgeschichtlicher Sicht. Beobachtungen und Anregungen zu drei Karten des geschichtlichen Atlas von Hessen. In: Hessisches Jahrbuch für Landesgeschichte, Band 11, 1961, S. 42–63.
- Ein patriarchalisches Zeitalter. In: Hessisches Jahrbuch für Landesgeschichte, Band  12, 1962, S. 77–129.
- Otto Graf zu Solms-Hungen (1572–1610). Ein Lebensbild. In: Archiv für Hessische Geschichte und Altertumskunde, Band 28, 1963, S. 279–295.
- Geschichte der Burg Hohensolms und ihrer Landschaft. In: Hessisches Jahrbuch für Landesgeschichte, Band 17, 1967, S. 191–225.
- Die territorialgeschichtliche Funktion der Burg. Versuch einer kartographischen Darstellung. In: Blätter für deutsche Landesgeschichte, Band 103, 1967, S. 9–31.
- Grenzbildungen in Hessen. Die Entwicklung der Westgrenze des Kreises Biedenkopf. Jänecke, Hannover 1969.
- Zur Charakteristik der Anna von Mecklenburg. In: Hessisches Jahrbuch für Landesgeschichte, Band 19, 1969, S. 450–455.
- Die historischen Beziehungen Hessen, Rheinland/Pfalz, Saarland. (= Beiträge zur Raumplanung in Hessen, Rheinland-Pfalz, Saarland; Forschungsberichte der Landesarbeitsgemeinschaft zu Hessen; Forschungsberichte der Landesarbeitsgemeinschaft Hessen, Rheinland-Pfalz, Saarland der Akademie für Raumforschung und Landesplanung), Jänecke, Hannover 1974, ISBN 3-7792-5077-2.
- mit Walter Schlesinger: Die deutschen Territorien. (= Handbuch der deutschen Geschichte.) Deutscher Taschenbuch-Verlag, München 1981 (1. Auflage ohne Mitarbeit von Walter Schlesinger, ca. 1955), ISBN 3-423-04213-3.
- Geschichte der Grafen zu Solms zwischen Reformation und Westfälischem Frieden. herausgegeben und eingeleitet von Gerhard Menk, Hessische Historische Kommission Darmstadt/Marburg, Darmstadt/Marburg 2011, ISBN 978-3-88443-316-4.